# Macrodactylus fulvipennis
Macrodactylus fulvipennis är en skalbaggsart som beskrevs av Blanchard 1850. Macrodactylus fulvipennis ingår i släktet Macrodactylus och familjen Melolonthidae. Inga underarter finns listade i Catalogue of Life.